# Lo Rebollar (Torallola)
Lo Rebollar és un antic bosc de roures rebolls del terme municipal de Conca de Dalt, a l'antic terme de Toralla i Serradell, al Pallars Jussà, en territori que havia estat del poble de Torallola.
Està situat al nord de Torallola, al vessant meridional de la Serra de Ramonic, a llevant de la partida de Gavarnes i al nord de l'Alzinar, a la riba esquerra del barranc de Puimanyons.